# Welse (Oder)
Die Welse ist ein linker Nebenfluss der Oder im nördlichen Landkreis Barnim und im Landkreis Uckermark und mündet bei Schwedt/Oder in die Hohensaaten-Friedrichsthaler Wasserstraße. Der 66 km lange organisch geprägte Fluss entspringt 2 km nordwestlich des Ortszentrums (Dorfkirche) von Friedrichswalde etwa 73 m über Meereshöhe. Nach einem Fließweg von 5,5 km, wovon nur etwa 400 m verrohrt sind, mündet der Quellbach in den Großen Präßnicksee.
Im Oberlauf ist die Welse weitgehend unreguliert, erhält auch Wasser aus dem nördlichen Ablauf des Grimnitzsees und fließt als ruhiger Flachlandfluss bis zum Wolletzsee. Von hier geht es zunächst zu den Fischteichen an der Blumberger Mühle nach Görlsdorf, das zu Angermünde gehört. Auf den nur 10 Kilometer von dort bis zum Welsebruch verliert der Fluss über 30 Höhenmeter. Im Welsebruch mündet von Norden der südliche Teil der Randow ein. 17 Kilometer weiter mündet die Welse bei Vierraden im Hafen Schwedt in die Hohensaaten-Friedrichsthaler Wasserstraße, auf Meereshöhe.
Beim Bau der Hohensaaten-Friedrichsthaler Wasserstraße, am westlichen Rand des Odertales nicht zuletzt zur Entwässerung des Oderbruchs angelegt, wurde der Unterlauf der Welse verbreitert und in diesen Kanal einbezogen, weshalb die ursprüngliche Mündung in die Oder verloren gegangen ist.
Der Fluss wurde 1250 als wilsna erstmals schriftlich erwähnt. Der Name stammt aus dem Slawischen und kann mit „Gewässer, an dem Erlen wachsen“ übersetzt werden.

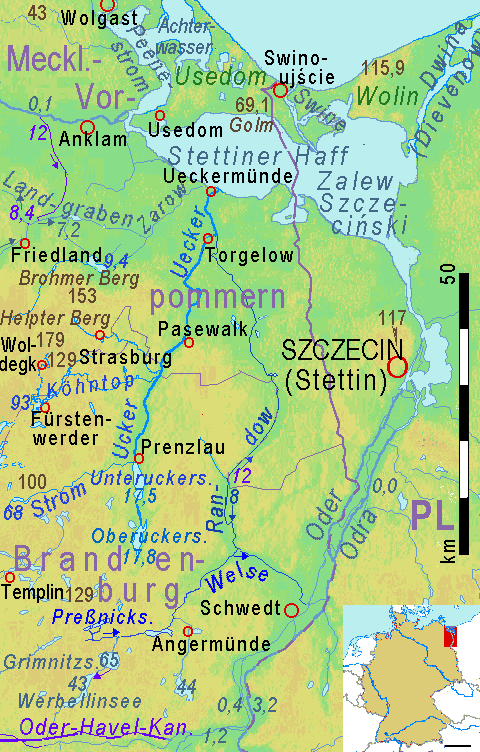
Ucker/Uecker, Randow und Welse